# Communauté de communes du Val de Boutonne
Die Communauté de communes du Val de Boutonne ist ein ehemaliger französischer Gemeindeverband mit der Rechtsform einer Communauté de communes im Département Deux-Sèvres in der Region Nouvelle-Aquitaine. Sie wurde am 30. Dezember 1994 gegründet und umfasste 19 Gemeinden. Der Verwaltungssitz befand sich im Ort Brioux-sur-Boutonne.

## Historische Entwicklung
Mit Wirkung vom 1. Januar 2017 fusionierte der Gemeindeverband mit
- Communauté de communes du Cœur du Poitou,
- Communauté de communes du Mellois sowie
- Communauté de communes de Celles-sur-Belle

und bildete so die Nachfolgeorganisation Communauté de communes du Cellois, Cœur du Poitou, Mellois et du Val de Boutonne.

## Ehemalige Mitgliedsgemeinden
1. Asnières-en-Poitou
2. Brieuil-sur-Chizé
3. Brioux-sur-Boutonne
4. Chérigné
5. Chizé
6. Ensigné
7. Les Fosses
8. Juillé
9. Luché-sur-Brioux
10. Lusseray
11. Paizay-le-Chapt
12. Périgné
13. Secondigné-sur-Belle
14. Séligné
15. Vernoux-sur-Boutonne
16. Le Vert
17. Villefollet
18. Villiers-en-Bois
19. Villiers-sur-Chizé